# Кошаркашки центар Дражен Петровић
Кошаркашки центар Дражен Петровић је вишенаменска спортска дворана у Загребу са капацитетом од 5.400 места. Име је добила по великану хрватске југословенске и светске кошарке Дражену Петровићу. Дворану користи кошаркашки клуб Цибона.
Дворана је службено отворена 30. јула 1987. године и у почетку је носила име спортски центар Цибона. 4. октобра 1993. године преименована је у кошаркашки центар Дражен Петровић, а 7. јула 2006. године уз дворану је отворен музејско-меморијалан центар Дражен Петровић.
Дворана је место одржаваља многих концерата.

## Галерија
- Музејско-меморијални центар
- Унутрашњост дворане
- Споменик Дражену Петровићу
- Кошаркашки центар Дражен Петровић